# Aechmea brassicoides
Aechmea brassicoides är en gräsväxtart som beskrevs av John Gilbert Baker. Aechmea brassicoides ingår i släktet Aechmea och familjen Bromeliaceae. Inga underarter finns listade i Catalogue of Life.